# Sapphire Ventures
A Sapphire Ventures é uma empresa de capital de risco baseada no Vale do Silício que investe em empresas de tecnologia em estágio de crescimento, fundos de venture capital em todo o mundo.

## Empresa
Originalmente iniciado em 1996 como o braço de capital de risco da SAP SE, era conhecido como SAP Ventures. Ele se separou da matriz em 2011 e foi renomeado para a Sapphire Ventures em 2014. A SAP SE agora é um parceiro limitado na empresa e seus laços são usados para investir em empresas que trabalham no ecossistema de software corporativo. Em setembro de 2016, a empresa administrava mais de 2,5 bilhões de dólares, e opera nos Estados Unidos, Europa, Israel e Índia.
Em março de 2019, a empresa anunciou o SV Explorer, uma plataforma on-line gratuita para conectar executivos de TI corporativos a fornecedores de tecnologia emergentes no ecossistema de inicialização.
Em 28 de janeiro de 2019, a empresa anunciou o lançamento do Sapphire Sport, um veículo de investimento de 115 milhões de dólares focado em empresas de tecnologia em estágio inicial na intersecção entre esporte, mídia e entretenimento. Os investidores da Sapphire Sport incluem: o City Football Group, a AEG, a Adidas AG, a Major League Baseball, o San Jose Sharks, o Sinclair Broadcast Group Inc. e outros.
Em 24 de março de 2015, a empresa, juntamente com os gigantes da indústria Cisco Systems, Inc. e Siemens, foi co-anfitriã da primeira cúpula da indústria da Internet das Coisas, chamada "IoT: Empowering The Enterprise" em San Jose, Califórnia. O vídeo do evento está disponível online. O evento foi anunciado como "conectando investidores, startups, tecnólogos e executivos da Fortune 1000 para explorar a IoT na empresa".
Em um estudo independente divulgado em 29 de julho de 2015, a CB Insights reconheceu a Sapphire Ventures como Top 5 VC com base na participação em grandes saídas de tecnologia. Especificamente, o CB Insights Report compilou uma lista de VCs com pelo menos cinco das 100 principais saídas no período que começa no primeiro trimestre de 2013 e termina no segundo trimestre de 2015, e classificou cada VC de acordo com quantas dessas saídas estavam envolvidas. A Sapphire Ventures ficou na 4.ª posição, com dez dessas saídas em seu crédito, atrás da Accel Partners, da New Enterprise Associates e da Sequoia Capital.

## Investimentos
Desde 1996, a Sapphire Ventures já investiu em mais de 130 empresas em dez países. Em setembro de 2018, o projeto da empresa levantou 45 milhões de dólares em financiamento de capital de risco.